# М-89 (двигатель)
М-89 — советский авиационный звездообразный 14-цилиндровый поршневой двигатель. Представлял собой дальнейшее развитие двигателя М-88.
Проектировался в 1939—1940 годах в ОКБ-29 под руководством С. К. Туманского, а затем Е. В. Урмина. В августе 1941 года двигатель М-89 был запущен в серийное производство. В начале 1942 года выпуск прекратили из-за недостаточной надёжности (вследствие недоведенности), чтобы увеличить производство основной продукции — уже доведенного двигателя М-88Б. Всего изготовили 107 двигателей М-89.

## Конструкция
Двигатель М-89 представлял собой 14-цилиндровый двухрядный звездообразный четырёхтактный поршневой двигатель воздушного охлаждения и являлся дальнейшим развитием двигателя М-88.
По сравнению с М-88 первоначально были внесены следующие изменения:
- увеличена степень сжатия с 6,2 до 6,4;
- увеличен наддув;
- изменены головки цилиндров.

После стендовых испытаний двигатель был улучшен, были внесены следующие изменения:
- увеличена степень сжатия с 6,4 до 7,0;
- уменьшен диаметр крыльчатки нагнетателя;
- изменены фазы газораспределения.

Двигатель страдал перегревом головок, тряской и наличием стружки в масле.

## Модификации
Существовали следующие модификации двигателя.
- М-89 первый вариант — изготовлен небольшой серией для проведения испытаний. Мощность номинальная — 1250 л.с., максимальная — 1300 л.с., степень сжатия — 6,4, вес 800 кг.
- М-89 улучшенный — мощность номинальная — 1380 л.с., максимальная — 1550 л.с., степень сжатия — 7,0, вес 815 кг.
- М-89НВ (М-89В) — вариант с заменой карбюратора на впрыск топлива во всасывающие патрубки. Опытный образец испытывался в августе 1941 года. Получена номинальная мощность 1085 л.с., максимальная — 1475 л.с., вес 760 кг.
- М-89Б — опытный вариант со стальным картером, прошел заводские испытания в июле 1941 года.

## Применение
Двигатель М-89 устанавливался для прохождения летных испытаний на следующих самолетах:
- ДБ-3Ф
- Су-2
- Та-3

На некоторых серийных боевых самолётах, участвовавших в ВОВ, использовался задел экспериментальных моторов М-89, вместе с заделом деталей к ним. В частности, для программы Су-2 из-за недостатка штатных М-88Б. Действительно, пока «моторный кризис» не удалось преодолеть, несколько десятков модифицированных машин с двигателями М-89 отправили на фронт, а на другие поставили М-88Б с картерами для М-89.